# سیاوش بیضایی
سیاوش بیضایی (زادهٔ ۱۳۳۲) موسیقی‌دان، آهنگساز، نوازندهٔ پیانو، نویسنده، اتنوموزیکولوگ و مدرس موسیقی، اهل ایران است. وی بیشتر تحصیلات آکادمیک خود را در رشته‌های آهنگسازی، موسیقی الکترونیک و اتنوموزیکولوژی تا مقطع دکترا را در آلمان گذرانده‌است. فعالیت‌های بیضایی در سه بخش آهنگسازی و تنظیم، تدریس موسیقی، تألیف و ترجمهٔ کتاب‌های تئوریک موسیقی، تقسیم می‌شود. آثار او شامل آهنگسازی و تنظیم ده‌ها ترانهٔ محلی و ملی برای پیانو، آنسامبل‌های گوناگون و ارکستر است که تنظیم «نخستین سرود ملی ایران» اثر آلفرد ژان باتیست لومر و سر اومد زمستون بر روی ملودی محلی ارمنی با صدای شقایق کمالی از آن جمله هستند.

## زندگی
سیاوش بیضایی در سال ۱۳۳۲ زاده شد. در سال ۱۳۶۳ به آلمان رفت و تحصیلات دانشگاهی خود را در رشتهٔ آهنگسازی دنبال کرد. او در سال ۱۳۷۳ در مقطع کارشناسی ارشد، از دانشگاه موسیقی دتمولد آلمان فارغ‌التحصیل شد. پس از آن به تحصیل در رشتهٔ موسیقی الکترونیک مشغول شد و در سال ۱۳۷۷ مدرک کارشناسی ارشد این رشته را از دانشگاه هنر فولک وانگِ آلمان دریافت کرد. سیاوش بیضایی به منظور تکمیل آموخته‌های موسیقی خود، به تحصیل در رشتهٔ اتنوموزیکولوژی پرداخت و سال ۱۳۸۷ در مقطعِ دکترا، از دانشگاه وورتسبورگ فارغ‌التحصیل شد. عنوانِ پایان‌نامهٔ دکترای او «رویکردی به نظریهٔ هارمونی در موسیقی هنری ایرانی» بود.
«نخستین سرود ملی ایران» اثر آلفرد ژان باتیست لومر برای اولین بار توسط سیاوش بیضایی در سال ۱۳۸۴ با اصلاحاتی در هارمونی و فرم و افزایش بخش‌هایی به آن، برای ارکستر تنظیم و نوشته شد. این اثر نخستین بار، مهر ۱۳۸۴ در تالار وحدت تهران به رهبری پیمان سلطانی و با خوانندگی سالار عقیلی اجرا شد و مورد استقبال مردم ایران قرار گرفت.

## فعالیت‌های هنری
از جمله فعالیت‌های هنری سیاوش بیضایی، می‌توان به موارد زیر اشاره کرد:
همکاری با انجمن ژونس موزیکال آلمان، تأسیس «آنسامبل آوازهای محلی ایرانی» در مونستر آلمان برای معرفی موسیقی محلی ایرانی در آلمان و اروپا، مدیریت استودیو تئاتر شهر گرلیتز آلمان، مدرس دانشکدهٔ موسیقی دانشگاه هنر و دانشگاه تهران، دستیار علمی مؤسسه تحقیقات موسیقی دانشگاه وورتسبورگ آلمان، بنیان‌گذاری و سرپرستی ارکستر سمفونیک دانشکدهٔ موسیقی دانشگاه هنر (۱۳۸۲)، مدیریت «کانون موسیقی رودکی» (۱۳۵۹ تا ۱۳۶۳)

## آثار هنری
سیاوش بیضایی در سال‌های نخستین دههٔ ۱۳۶۰ تنظیم ترانه‌های نواحی مختلف ایران، برای ساز پیانو را آغاز و در مجموعه‌ای منتشر کرد. پس از آن در سال ۱۳۷۲ مجموعهٔ دیگری شامل ۴۶ ترانه را به انتشار رساند و در ادامهٔ آن، در سال ۱۳۷۶ تنظیم ترانه‌های محلی ایران در چهار دفتر، شامل بیش از ۱۰۰ ترانهٔ محلی ایرانی، به‌وسیلهٔ او تکمیل و منتشر شدند. در سال ۱۹۹۵ میلادی انتشارات بین‌المللی موسیقی «بِرِن رای‌تر» نیز از میان این ترانه‌ها، ۱۸ ترانه که تنظیم‌های ساده‌تری داشتند را انتخاب و در کتابی با عنوان ۱۸ ترانه سادهٔ محلی ایرانی برای پیانو منتشر کرد.

### موسیقی
از جمله آثار سیاوش بیضایی، می‌توان به موارد زیر اشاره کرد:
- آلبوم ترانه‌های محلی ایران، تنظیم برای آواز، پیانو، فلوت یا کلارینت، با صدای شقایق کمالی[۷]
- آلبوم تولدی دیگر، بر روی اشعار فروغ فرخزاد، با صدای شقایق کمالی[۷]
- «سر اومد زمستون» (آفتابکاران جنگل)، بر روی ملودی محلی ارمنی، با صدای شقایق کمالی[۷]
- تنظیم «داستان عشق» اثر فرانسیس له برای تار و ارکستر[۸]
- تنظیم «مارش تُرک» اثر موتسارت برای تار و ارکستر[۸]
- «شهرآشوب»، برای ویلن سولو[۹]
- «کویینتت کلارینت»[۹]
- «مرغ سحر» (تنظیم برای سولو، کر و ارکستر ایرانی)[۹]
- «آزادی، آوای سرزمین من، ایران»[۹]
- سرود ملی فدراسیون ایروبیک ایران[۹]
- «موج» (برای آواز و ارکستر)[۹]
- «شیری بگو دوتا» (محلی لرستان)[۵]
- «ماهور» (برای پیانو سولو)[۱۰]
- «ایران جوان» (نخستین سرود ملی ایران، وطنم)[۹]

### کتاب
- ترانه‌های محلی ایران برای پیانو، رودکی، نوگان[۱۱]
- آهنگ‌های محلی برای پیانو، رودکی ۱۳۶۲[۱۲]
- بیست ترانهٔ محلی ساده، رودکی[۱۱]
- بولبوللر اُخور (ترانهٔ محلی آذربایجان)، برای آواز، فلوت و پیانو[۱۳]
- گُل پامچال (ترانهٔ محلی از گیلان)، برای آواز، فلوت و پیانو[۱۴]
- کُرِشاه (ترانهٔ محلی از بختیاری)، برای آواز، کلارینت و پیانو[۱۵]
- شُلِیل (ترانهٔ محلی بختیاری) برای آواز، فلوت، کلارینت و پیانو[۱۶]
- تو بیو (ترانه محلی از فارس)[۱۷]
- دایه دایه (برای آواز و پیانو)[۱۸]
- ترانه‌های محلی ایران برای گیتار[۱۹]
- دای بلال (ترانه محلی بختیاری)[۱۷]
- ترجمهٔ بلا بارتوک برای کودکان اثر بلا بارتوک[۲۰]
- ترجمهٔ راه من به سوی موسیقی اثر زلتان کدای[۲۱]
- زیبایی‌های موسیقی کلاسیک برای پیانو (۳ جلد)[۲۲]
- ترجمه و تألیف روش آسان آموزش پیانو (برای کودکان، نوجوانان و نوآموزان) اثر جان تامپسون (۶ جلد)[۲۳]
- ترجمهٔ روش نوین آموزش پیانو برای بزرگسال، اثر جان تامپسون (۲ جلد) نوگان ۱۳۷۳[۲۴]
- ترجمهٔ هارمونی والتر پیستون (۲ جلد)، رودکی ۱۳۷۷[۱][۲۵]
- ترجمهٔ چند گفتار در بارهٔ موسیقی بومی اثر بلا بارتوک، نوگان ۱۳۷۷[۲۶]
- ترجمهٔ پیتر و گرگ اثر سرگئی پروکفیف، نوگان ۱۳۷۹[۲۷]
- ترجمهٔ آنا ماگدالنا اثر یوهان سباستین باخ، نوگان ۱۳۷۹[۲۸]
- ترجمهٔ بورگمولر اثر فردریک بورگمولر، نوگان ۱۳۷۹[۲۹]
- ترجمهٔ دربارهٔ حفظ کردن و از حفظ نواختن در موسیقی اثر توبیاس متی، نوگان ۱۳۸۵[۳۰]
- ترجمهٔ تمرین‌های دشیفراژ برای پیانو اثر اُدت گرتنلوب (۵ جلد)، نوگان ۱۳۸۶[۳۱]
- ترجمهٔ مکتب کُر اثر زلتان کدای (۳ جلد)، نوگان ۱۳۸۶[۳۲]
- ترجمهٔ تمرین‌های انگشت برای نوآموزان پیانو، اثر جان والتر شاوم (۳ جلد)، نوگان ۱۳۹۰[۳۳]
- اتودهای پیانو گام به گام، نوگان ۱۳۹۲[۳۴]
- ترجمهٔ پوتزولی (سلفژهای گفتاری و آوازی) اثر اتوره پوتزولی، نوگان ۱۳۹۳[۳۵]
- ترجمهٔ هانون اثر چارلز لوئی هانون، نوگان ۱۳۹۳[۳۶]
- نخستین سرود ملی ایران، آلفرد ژان باتیست لومر، سیاوش بیضایی، نوگان ۱۳۹۳[۳۷]
- ترجمهٔ کنترپوان تُنال اثر کنت کنان، نوگان ۱۳۹۵[۳۸]
- ترجمهٔ درآمدی بر آموزش کاربردی هارمونی، اثر پیوتر ایلیچ چایکوفسکی، نوگان ۱۳۹۷[۳۹]
- ترجمه و تألیف خودآموز پرورش شنوایی اثر کلمنس کوهن، به همراهِ پرورش شنوایی برای موسیقی ایرانی، نوگان ۱۳۹۷[۴۰]
- ترجمهٔ سلفژ آتنال اثر لارس ادلوند، نوگان ۱۳۹۸[۴۱]

## حواشی
در سال‌های ۱۳۸۸ تا ۱۳۹۸ بحث‌ها و یادداشت‌هایی در برخی از مطبوعات ایران شکل گرفت که محوریت آن سرقت هنری سرود ایران جوان بود. در ابتدا پیمان سلطانی سیاوش بیضایی را متهم به سرقت این اثر کرد و از خوانندگانی که این سرود را می‌خواندند تقاضا کرد که نام وی را به عنوان آهنگساز درج کنند. در نهایت این موضوع به دادگاه کشیده شد و در تاریخ ششم تیر ۱۳۹۸ سیاوش بیضایی در یک نشست مطبوعاتی ضمن اعلام اسناد تبرئه‌شدنِ خود در دادگاه، نه تنها سایر آثار موسیقایی سلطانی را از آن او ندانست بلکه بر اساس اسنادی، طرح‌های گرافیکی او را نیز کپی معرفی کرد.